# Matrice
Matrice là một đô thị ở tỉnh Campobasso trong vùng Molise thuộc nước Ý, có vị trí cách khoảng 7 km về phía đông bắc của Campobasso. Tại thời điểm ngày 31 tháng 12 năm 2004, đô thị này có dân số 1.081 người và diện tích là 20,4 km².
Matrice giáp các đô thị: Campobasso, Campolieto, Castellino del Biferno, Montagano, Petrella Tifernina, Ripalimosani, San Giovanni in Galdo.